# Xiuladora pitblanca
La xiuladora pitblanca (Pachycephala lanioides) és un ocell de la família dels paquicefàlids (Pachycephalidae).

## Hàbitat i distribució
Habita manglars a la llarga de la costa nord d'Austràlia, des de l'oest d'Austràlia Occidental cap a l'est fins al nord-oest de Queensland.